# Montreux-Château
Montreux-Château – miejscowość i gmina we Francji, w regionie Burgundia-Franche-Comté, w departamencie Territoire de Belfort.
Według danych na rok 1990 gminę zamieszkiwało 927 osób, a gęstość zaludnienia wynosiła 199 osób/km² (wśród 1786 gmin Franche-Comté Montreux-Château plasuje się na 180. miejscu pod względem liczby ludności, natomiast pod względem powierzchni na miejscu 832.).